# 三孝口街道
三孝口街道，是中华人民共和国安徽省合肥市庐阳区下辖的一个乡镇级行政单位。得名自辖境内地标三孝口。

## 历史沿革
2012年，庐阳区撤销光明、安庆路、益民、县桥、三牌楼5个街道，以光明街道、安庆路街道六安路以西部分及益民街道桐城路以西部分新设三孝口街道。

## 行政区划
三孝口街道下辖以下地区：
。